# Bach aus dem Neuholz
Der Bach aus dem Neuholz ist ein weniger als einen Kilometer langes Gewässer im Gemeindegebiet von Adelmannsfelden im Ostalbkreis im östlichen Baden-Württemberg. Nach etwa nordnordwestlichem Lauf mündet er gegenüber der („Stöckener“) Sägmühle der Gemeinde und an der Grenze zur Nachbargemeinde Bühlerzell im Landkreis Schwäbisch Hall von links in die obere Bühler.

## Bezeichnung
Das Gewässer ist auf der amtlichen Gewässerkarte wie auf der topographischen Karte ohne Eigennamen eingezeichnet.

## Geographie

### Verlauf
Der Bach entsteht in einem Waldgebiet links des oberen Bühlertals im Adelmannsfeldener Gewann Neuholz auf etwa 441 m ü. NHN. Anfangs  nur unbeständig wasserführend, nimmt er seinen gleichfalls oft wasserlosen rechten Quellast auf und erreicht nach etwa 0,2 km nordöstlichen Laufs ein von Westen im Gewann Wäldle durch das Neuholz nach dem Gewann Hungerberg im Osten kreuzende Waldwegachse. Nach deren Unterquerung führt der Bach regelmäßiger Wasser und zieht nordwärts etwa 0,3 km weit bis an den Hangfuß.
Dort durchquert er eine am Waldrand beginnende krautige Wiese mit einigen Bäumen darin, auf der auch ein kurzer Quellabfluss einmündet. Er wendet sich auf nordwestlichen Lauf, erst am Waldrand zu einer nach dem Orkan Kyrill als Nasslager genutzten, mit etwas Gehölz durchsetzten Auenwiese entlang. Zuletzt quert er diese Wiese ungefähr auf der Gemeindegrenze zu Bühlerzell, durchläuft dabei zuletzt einen etwa drei Ar großen Tümpel am Flussufer und fließt dann von links und auf etwa 407 m ü. NHN in die obere Bühler ein, unmittelbar vor der Flussbrücke eines Sträßchens von der dort rechts im Bühlertal laufenden L 1072 zum Weiler Steinenbühl von Bühlerzell. Wenig oberhalb der Mündung steht der zu Adelmannsfelden gehörende Wohnplatz Sägmühle, auch Stöckener Sägmühle genannt, am rechten Rand der Flussaue.
Das Gewässer mündet nach 0,8 km langem Lauf mit mittlerem Sohlgefälle von rund 43 ‰ rund 34 Höhenmeter unterhalb seines Ursprungs.
Ober- und Mittellauf durchziehen etwas gewunden einen Nadelwald. Der Unterlauf scheint bei der Einrichtung des Nasslagers verändert worden zu sein; eine ältere Karte zeigt den zuletzt durchlaufenen Tümpel noch nicht.

### Einzugsgebiet
Das Einzugsgebiet ist etwas über 0,2 km² groß und liegt naturräumlich gesehen im Unterraum Sulzbacher Wald des Waldgebietes am Mittleren Kocher der Schwäbisch-Fränkischen Waldberge.
Sein höchster Punkt an der südlichen Wasserscheide im Neuholz erreicht etwa 458 m ü. NHN. Hinter dieser fließt der Bach aus dem Eiwald ostwärts und ein Stück weiter aufwärts zur Bühler, während im Westen das Einzugsgebiet des Scheffelbachs liegt, der nur einen Steinwurf weiter abwärts unmittelbar nach der Straßenbrücke in die Bühler mündet. Das Gebiet ist, den geringen Anteil an der Bühleraue mit der Nasswiese und der Nasslagerfläche ausgenommen, völlig bewaldet, es gehört bis auf einen winzigen mündungsnahen Zwickel der Gemeinde Bühlerzell im Landkreis Schwäbisch Hall zum Gemeindegebiet von Adelmannsfelden. Besiedelt ist es nirgends.

## Geologie
Das Gewässer fließt im Keuper. Es entspringt im Stubensandstein (Löwenstein-Formation), schneidet sich bald in die Oberen Bunten Mergeln (Mainhardt-Formation) und kurz danach in den Kieselsandstein (Hassberge-Formation) ein, in dessen Schichthöhe der vereinte Bach dann auch mündet.
Diese mesozoischen Schichten sind oft durch viel jüngere quartäre überlagert, zunächst durch ein Schwemmlandband im Bereich des Kieselsandsteins. Zuletzt durchquert der Bach die holozänen Auenlehme der linken Bühleraue.

## Schutzgebiete
Der nur geringe Offenlandanteil im Norden in der Bühlertalaue liegt im Landschaftsschutzgebiet Oberes Bühlertal und Umgebung, der weit überwiegende Adelmannsfeldener Gebietsanteil im Naturpark Schwäbisch-Fränkischer Wald.

### LUBW
Amtliche Online-Gewässerkarte mit passendem Ausschnitt und den hier benutzten Layern: Lauf und Einzugsgebiet des Bachs aus dem Neuholz

Allgemeiner Einstieg ohne Voreinstellungen und Layer: Daten- und Kartendienst der Landesanstalt für Umwelt Baden-Württemberg (LUBW) (Hinweise)
1. 1 2 3  Höhe nach dem Höhenlinienbild auf dem Hintergrundlayer Topographische Karte.
2. ↑  Länge nach dem Layer Gewässernetz (AWGN).
3. ↑  Einzugsgebiet abgemessen auf dem Hintergrundlayer Topographische Karte.
4. ↑  Seefläche nach dem Layer Stehende Gewässer.
5. ↑  Zur Veränderung des Unterlaufs siehe das
  - Meßtischblatt 7025 Untergröningen von 1935 in der Deutschen Fotothek

und den Layer Gewässernetz (AWGN).
6. ↑  Schutzgebiete nach den einschlägigen Layern.

### Andere Belege
1. ↑  Hansjörg Dongus: Geographische Landesaufnahme: Die naturräumlichen Einheiten auf Blatt 171 Göppingen. Bundesanstalt für Landeskunde, Bad Godesberg 1961. → Online-Karte (PDF; 4,3 MB)
2. ↑  Geologie nach den Layern zu Geologische Karte 1:50.000 auf: Mapserver des Landesamtes für Geologie, Rohstoffe und Bergbau (LGRB) (Hinweise)